# Åkulla Friluftsgård
Åkulla Friluftsgård är belägen vid Yasjön i sport- och rekreationsområdet Åkulla cirka 25 kilometer öster om centralorten Varberg i Varbergs kommun, Hallands län. Här fanns tidigare en järnvägsstation på den normalspåriga linjen Varberg–Ätran (WbÄJ), invigd 1911 med en banlängd av 49 kilometer, nedlagd 1961.
Tidigt utnyttjade friluftsfolket järnvägen för att ta sig till den omtyckta Åkullaterrängen. Järnvägsvagnar ställdes upp som "värmestugor" vintertid, men behovet av en permanent lokal ökade och 1930 kunde man inviga Åkulla Sportstuga mitt emot den lilla stationsbyggnaden, som ännu finns kvar.
Flera år senare, när behov av ökat utrymme och övernattningsmöjligheter uppstod, köpte man i norrländska Glommersträsk en stor lada, som revs och återuppbyggdes tillsammans med den befintliga sportstugan till den imponerande anläggning man nu ser.
Det kuperade området mitt i det "centralhalländska bokskogsbeståndet" inbjuder till friluftsliv året om. Här kan man promenera och motionslöpa längs markerade leder, paddla och orientera. Det mesta finns på programmet, fotboll och fiske inte att förglömma. Vintertid inbjuder Yasjön till skridskoåkning och skidspåren förses vid behov med konstsnö.
Bockstens mosse, platsen där Bockstensmannen hittades på midsommarafton 1936, ligger på gångavstånd från Friluftsgården.
I Åkulla har ett flertal nationella tävlingar genomförts, främst gällande orientering och skidåkning. Landets kanotister har också utnyttjat resurserna i det sjörika området.
Vägen till friluftsgården är skyltad cirka 20 kilometer öster om centralorten Varberg vid länsväg 153 Varberg–Skeppshult–Värnamo. Ullared ligger cirka 15 kilometer öster om Åkulla vid samma väg.